# Lohals
Lohals er en lille havneby på Langeland med 435 indbyggere  (2024), beliggende i Hou Sogn. Lohals ligger i Langeland Kommune og hører til Region Syddanmark.
Fra Lohals er der knap 18 kilometer til Tranekær, godt 29 til Rudkøbing og knap 52 til Bagenkop. Byen var tidligere kendt som færgeoverfartsby med ruter til Korsør på Sjælland og Lundeborg på Fyn. Byen har siden 1990erne været ramt af tilbagegang, men er nu ved at udvikle sig til et rekreativt område med feriegæster, sommerhuse og lystbådehavn
Lohals Havn er en gammel fragtskibs- og fiskerihavn, bygget i slutningen af 1850erne. Fiskeriet forsvandt næsten helt i 1980erne, men i dag har Lohals tre erhvervsfiskere. 1970 fik havnen en bedding og kort derefter en maste- og bådekran. 1981 blev den nye marina indviet.
Lohals fyr fra 1893 er et 9 meter højt vinkelfyr, som 1933 blev ombygget. 1975 overgik fyret til fjernstyring fra kontrolstationen på Fornæs Fyr, 6 km nordøst for Grenaa. Ca. 3 km nordøst for byen ligger det stadig fungerende Hou Fyr fra 1893.
Efter at havnen blev bygget, voksede indbyggertallet og i 1873 blev Hou kirke i udkanten af Lohals indviet.

## Historie
I 1630 blev Lohals erklæret for et lovligt udskibningssted for varer og personer. Landbrugsprodukterne fra oplandet blev i hestevogn kørt ud i vandet, hvor det blev læsset på en fladbundet pram, som blev roet ud til jagter og dæksbåde der fragtede godset til de nærmeste større byer og til Tyskland, hvorfra de tog tjære, salt og andre varer med tilbage.
Under Napoleonskrigene blev der fra 1807 oprettet en kanonbådsstation i Lohals. Efter krigens ophør i 1814 bosatte nogle af soldaterne sig i området, og en ny stand af søfolk og bønder opstod.
Resterne af kanonbådhavnens broer kunne stadig anvendes efter fredsslutningen. Efterhånden forfaldt havneanlægget og i 1860 dannede skipperne og de erhvervsdrivende et aktieselskab med det formål at bygge en bedre havn. I 1863 blev den nye Lohals havn med skibsbro og mole mod nord indviet. I begyndelsen af 1900-tallet havde byen udviklet sig til en mindre havneby med gader, butikker, telegraf-og telefonstation, badehotel, pensionater, forretninger, fiskere, håndværkere, skibsbyggeri og missionshus.
De velhavende turister ankom via jernbanen til Korsør, hvorfra der i 1898 var oprettet en færgerute til Lohals.
Omkring 1914 var der ca. 15 skibe og mange erhversfiskere i Lohals. I mellemkrigstiden blev der bygget mange sommerhuse. I 1930 var der 57 hjemmehørende fiskerbåde og byens skonnerter sejlede gode fortjenester ind i indenrigsfart med enkelte afstikkere til Tyskland og Sverige. Lohals sidste fragtskib blev solgt i 1972.
Under 2. Verdenskrig blev byens udvikling hæmmet af, at Storebælt var mineret, og af at feriegæsterne var blevet udskiftet med indkvartering af tyske soldater.
Færgeruten Lohals-Korsør blev lukket ned i slutningen af 1998.
I 2009 blev Safarimuseet i den gamle Hou skole nedlagt, og museets formue overgik til Th. R. Knudsens Mindefond.

## Færgehavnens historie
Der har været færgeforbindelse fra Lohals til Korsør fra 1851 til 1998. Fra 1851 til 1862 blev de rejsende roet ud til færgen, der sejlede mellem Korsør og Rudkøbing. I 1898 overtog SFDS ruten Korsør-Lohals, og fra 1929 blev bilfærgen S/S Tranekær II indsat. Ruten stoppede den 10. april 1940 og åbnes igen den 1.juli 1947. Fra 1955 sejlede S/S Mjølner to daglige dobbeltture. Fra 1970 sejler den nybyggede M/F "Lohals" Korsør-Lohals og ruten bliver et alternativ til Storebæltsoverfarten. 1979 indsættes M/S Langelandsbælt og i 1982 sejler M/F Spodsbjerg 5 daglige dobbeltture. Fra 1992 til 1994 drev Dannebrog Rederi ruten med M/F Lundenborg. 1996 bliver ruten genetableret af DSB Rederi, der omdøber den tidligere færge til M/F Tranekær III, og færgeruten Lohals-Korsør blev endelig nedlagt i slutningen af 1998, efter at at have haft en omtumlet tilværelse siden 1991.
Passagerruten Lohals-Lundeborg blev etableret i foråret 1928 med en ombygget fiskekutter, som medbragte 40 passagerer. I de ca. to år man sejlede med kutteren, udførtes der i sæsonen 4-5 daglige ture til Lohals og retur. 1931-32 blev ruten besejlet af M/S "Ivan". 1932 indsattes
M/F "Lundeborg", som medtog 10 biler og overfartstiden var 40 minuter. Færgen standsede sejladsen vinteren 1964/65, men sejlede igen fra juni 1965 med sommersejlads indtil 1969, hvor færgen fra 1969 til 1974 sejlede på Svendborg-Drejø-ruten, hvorefter den blev solgt til ophugning. 1996 sejlede passagerbåden "Ingrid Olivia" nogle få ugentlige afgange. Fra 2001 til 2006 sejlede M/S "Habeleto" Lohals-Lundeborg. Sommeren 2008 havde den ombyggede kutter "Græsholm" med plads til 36 passagerer og cykler, to ugentlige afgange til Lundeborg.
Fra sommeren 2009 sejler "Græsholm" kun fra Korsør til Lohals og tilbage hver tirsdag og torsdag i juli og august.

## Turisme
Lohals har en lystbådehavn der besøges af en del turister hver sommer, ligesom byens campingplads blive benyttet i turistsæsonen.
Ved havnen ligger det maritime kulturhus "Banjen", hvor der om sommeren er gratis koncerter og dans ved molen.
Lohals er omgivet af skovene Vestre Stigtehave og Øster Stigtehave. I udkanten af Vestre Stigtehave ligger museet Hollænderhus med udstillinger om skovene på Nordlangeland, og øen Vresen.
Lohals er det nordøstlige udgangspunkt for den mere end 200 km lange vandrevej Øhavsstien.

## Galleri
- Ældre hus i Lohals
- Feriehus fra 1919, Lohals
- Det maritime kulturhus, Lohals
- Ældre hus i Hou